# Den primitive Elsker
Den primitive Elsker er en amerikansk stumfilm fra 1922 af Sidney Franklin.

## Medvirkende
- Constance Talmadge som Phyllis Tomley
- Harrison Ford som Hector Tomley
- Kenneth Harlan som Donald Wales
- Joe Roberts som Bill Rivers
- Charles Pina
- Chief John Big Tree